# Guy Saint-Vil
Guy Saint-Vil (* 21. Oktober 1942 in Port-au-Prince) ist ein ehemaliger haitianischer Fußballspieler.

## Karriere

### Verein
Saint-Vil spielte in Haiti für Etoile Haïtienne und den Rekordmeister RC Haïtien, 1967 wechselte er in die Vereinigten Staaten zu Baltimore Bays, welche zu diesem Zeitpunkt in der NPSL spielten. Dort traf er 12-mal in 28 Einsätzen und bereitete weitere zwei vor. 1968 wechselte er zurück in die Heimat und unterschrieb erneut bei RC Haïtien. 1975 setzte er seine Karriere wieder in Baltimore fort, diesmal wechselte er zu den Baltimore Comets.

### Nationalmannschaft
Bei der Qualifikation zu der WM 1970 war Saint-Vil im Einsatz und erzielte dort im Halbfinale gegen die Vereinigten Staaten jeweils im Hin- und Rückspiel ein Tor. Mit Haiti schaffte er es bis zum Entscheidungsspiel gegen El Salvador und war auch bei dieser Begegnung im Einsatz. Das Spiel verlor Haiti mit 0:1, somit war die Qualifikation zu der WM 1970 gescheitert.
Im Zuge der Qualifikation zu der WM 1974 war er wieder im Kader und bestritt drei Spiele. Diesmal konnte die Qualifikation erreicht werden und so nahm er mit Haiti erstmals bei der WM 1974 teil. Dort war er gegen Italien und Argentinien im Einsatz.
Zur Qualifikation für die WM 1978 war er erneut im Kader und bestritt vier Spiele.

## Privates
Sein jüngerer Bruder Roger Saint-Vil war auch Nationalspieler für Haiti und bei der WM 1974 ebenfalls im Kader.